# Ivan Ivanovič Lobanov-Rostov
Il principe Ivan Ivanovič Lobanov-Rostov (4 aprile 1731 – Mosca, 26 marzo 1791) è stato un nobile e ufficiale russo.

## Biografia
Membro della famiglia Lobanov-Rostov e discendente di Vladimir II di Kiev, Ivan era il figlio di Ivan Jakoevič Lobanov-Rostov, uno dei tanti figli del capitano Jakov Ivanovič Lobanov-Rostov. Tramite sua zia, Ivan Ivanovič era imparentato con i più ricchi proprietari terrieri della Russia, i conti Šeremetev.

## Carriera
Da bambino, Ivan fu arruolato nelle Guardie a cavallo e nel 1752 fu promosso a cornetta. Nel 1761, a causa di una malattia, si ritirò con il grado di capitano.

## Matrimonio
Nel 1752 sposò la principessa Ekaterina Aleksandrovna Kurakina (3 settembre 1735–7 novembre 1802), figlia di Aleksandr Borisovič Kurakin. Ebbero sette figli:
- Marija Ivanovna (1753-1814);
- Aleksandr Ivanovič (1754-1830);
- Ivan Ivanovič (1755-1756);
- Nikita Ivanovič (1757-1758);
- Dmitrij Ivanovič (1758-1838);
- Jakov Ivanovič (1760-1831);
- Praskov'ja Ivanovna (1761-1782), sposò Luk'jan Ivanovič Talyzin.

## Morte
Dopo aver lasciato l'esercito visse costantemente a Mosca, dove morì il 26 marzo 1791. Fu sepolto nella chiesa del monastero di Novospassky.